# Arthur Burkhardt (Konstrukteur)
Arthur Burkhardt (* 24. Januar 1857 in Apolda; † 21. Juli 1918 in Glashütte) war ein deutscher Ingenieur und Konstrukteur. Arthur Burkhardt war einer der Pioniere der deutschen Informatik.

## Leben und Wirken

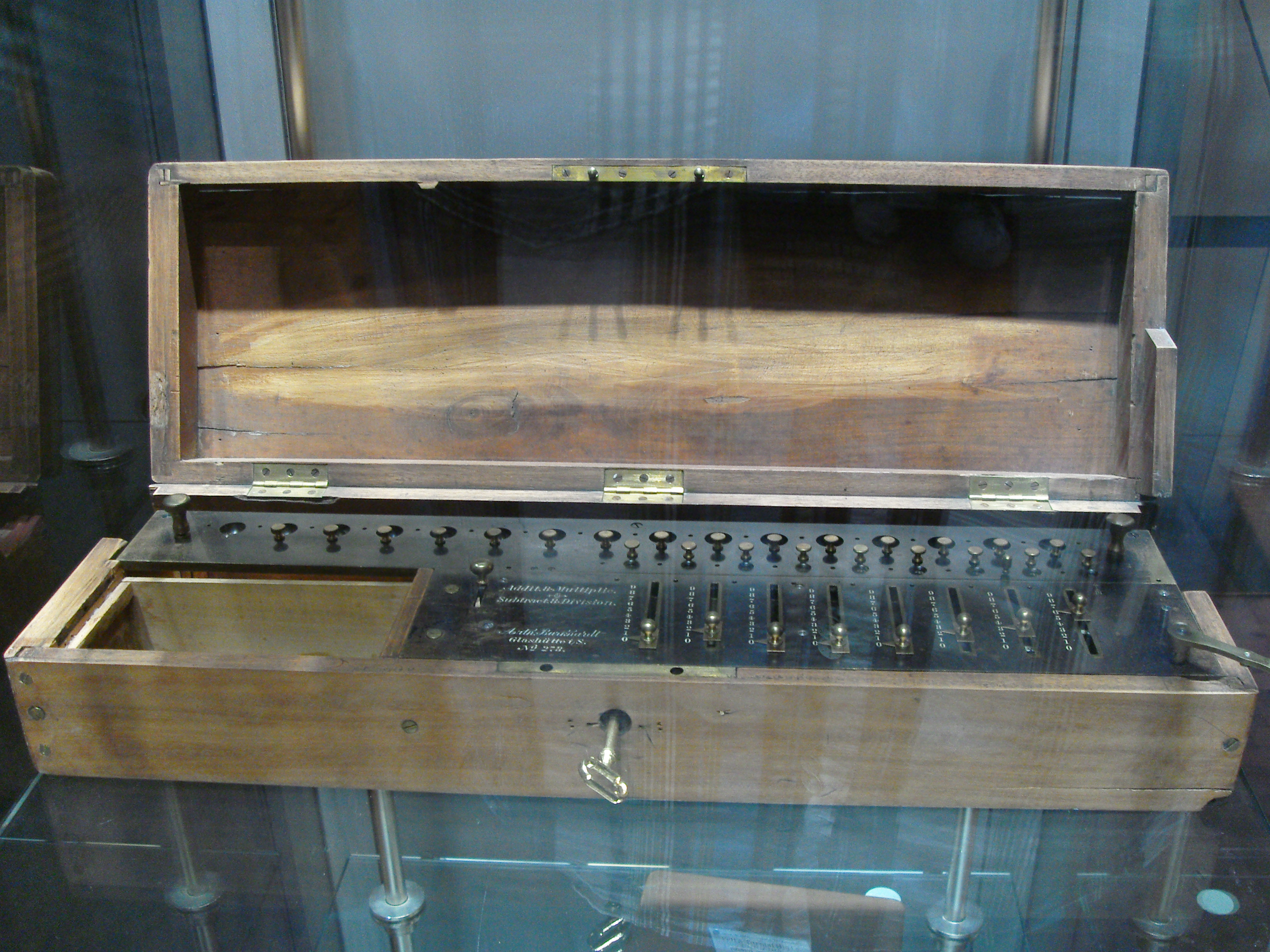
Burkardt-Arithmometer

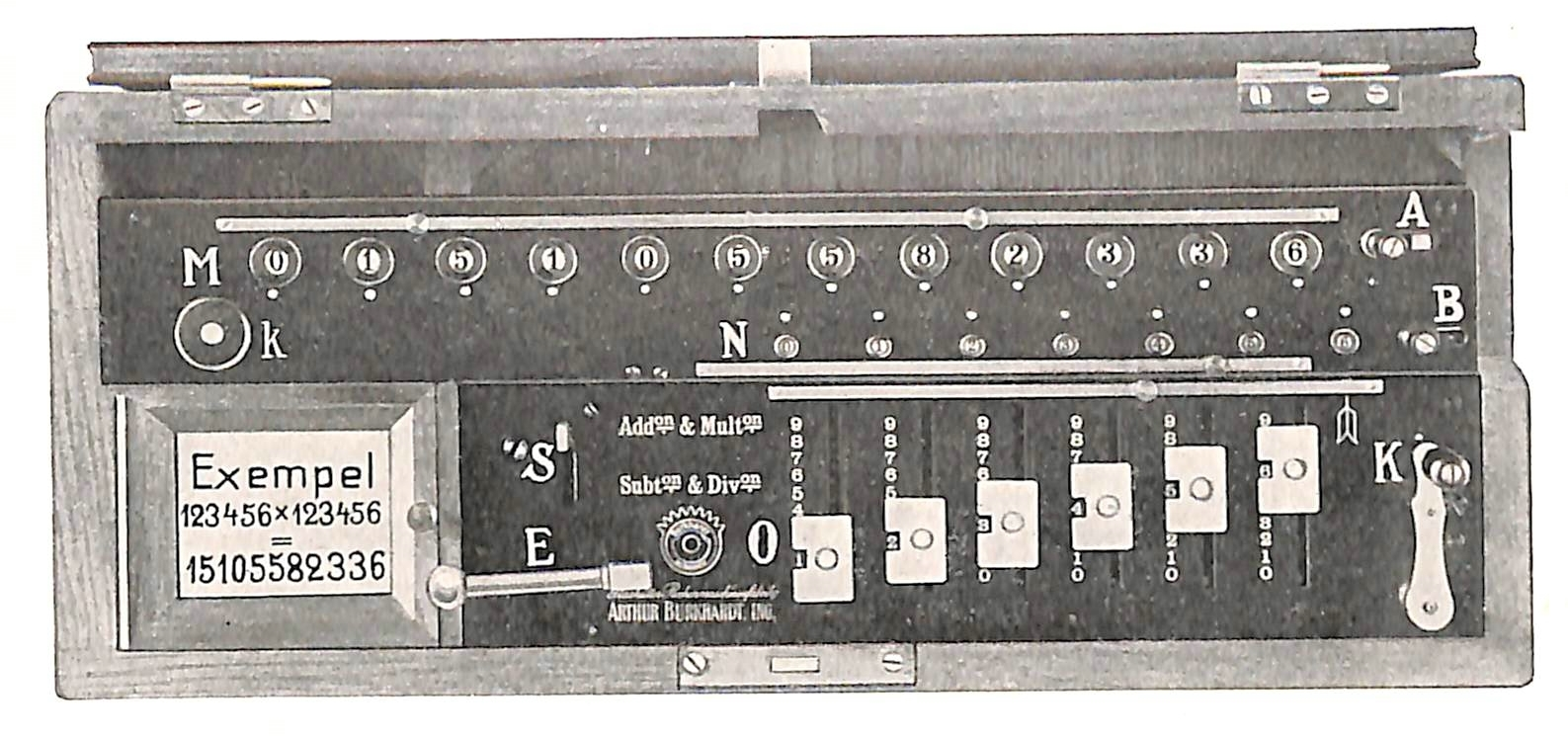
Bauliche Details des Arithmometers

Arthur Burkhardt war von seinem Vater angehalten worden, an Wirkereimaschinen zu arbeiten und beherrschte dieses Fach. Während des Studiums schloss er Freundschaft mit Curt Dietzschold, dieser bat ihn 1878 nach Glashütte. Nach seiner Militärzeit tat er sich mit Dietzschold zusammen und übernahm dessen Konstruktion einer Rechenmaschine und gründete die Erste Deutsche Rechenmaschinenfabrik in Glashütte.
1880 heiratete Arthur Burkhardt Johanna Lousie Lange, die Tochter des Uhrenfabrikanten Ferdinand Adolph Lange.
Die Konstruktion von Dietzschold führte er nicht weiter fort, stattdessen analysierte er die Maschine von Charles Xavier Thomas und entwickelte eine eigene Rechenmaschine. Von 1883 bis 1885 arbeitete er in Braunschweig am Mechanismus einer Doppelpedalharfe. Der Bau des Burkardt-Arithmometer begann um 1885, um 1892 waren etwa 500 Maschinen gefertigt. Etwa um diese Zeit begann er die Zusammenarbeit mit Hugo Bunzel aus Prag, dieser sorgte für steigenden Absatz im Kaiserreich Österreich-Ungarn. Der Verkauf in Deutschland war um 1900 rückläufig, Bunzel importierte jedoch Rohwerke von Arthur Burkhardt. Seit 1909 wurde Burkhardt in der Firma von seinem Sohn Erich Burkhardt unterstützt.
Arthur Burkhardt war ein angesehener Bürger, Mitglied des Bezirksrats der Amtshauptmannschaft, Mitglied im Verein Deutscher Ingenieure, Ritter I. Klasse des Albrechts-Orden. Seine Rechenmaschinen erhielten auf nationalen und internationalen Ausstellungen vordere Plätze.
Nach seinem Tod übernahm sein Sohn die Leitung der Firma. 1920 fusionierte das Unternehmen mit dem Rechenmaschinenhersteller Saxonia zur Vereinigte Glashütter Rechenmaschinenfabriken.